# Superior (Nebraska)
Superior es una ciudad ubicada en el condado de Nuckolls, Nebraska, Estados Unidos. Según el censo de 2020, tiene una población de 1825 habitantes.
El centro de la ciudad está inscripto en el Registro Nacional de Lugares Históricos. Junto con muchas de las casas más antiguas de la ciudad, se ha mantenido o restaurado su apariencia victoriana. 

## Geografía
La localidad está ubicada en las coordenadas 40°1′18″N 98°3′42″O / 40.02167, -98.06167 (40.02167, -98.061736). Según la Oficina del Censo de los Estados Unidos, Superior tiene una superficie total de 5.75 km², correspondientes en su totalidad a tierra firme.

## Demografía
Según el censo de 2020, hay 1825 personas residiendo en Superior. La densidad de población es de 317.39 hab./km². El 92.99% de los habitantes son blancos, el 0.27% son afroamericanos, el 0.22% son amerindios, el 0.11% son asiáticos, el 0.77% son de otras razas y el 5.64% son de una mezcla de razas. Del total de la población, el 3.07% son hispanos o latinos de cualquier raza.